# دون جوردن
دون جوردن (بالإنجليزية: Don Jordan)‏ مواليد 22 يونيو 1934 في لوس أنجلوس - الوفاة 13 فبراير 1997 في كاليفورنيا، الولايات المتحدة، كان ملاكم أمريكي سابق. كان بطل العالم في وزن الويلتر من سنة 1958 إلى 1960. توفي متأثرا بجراحه بعد تعرضه للاعتداء والسرقة.

## إحصائيات
خاض خلال مسيرته 76 نزالا، فاز في 51 وتعادل في 1 وخسر في 23. فاز بالضربة القاضية في 17 نزالا.

## روابط خارجية
- دون جوردن على موقع بوكس ريك (الإنجليزية) (registration required)